# Evangelios curetonianos

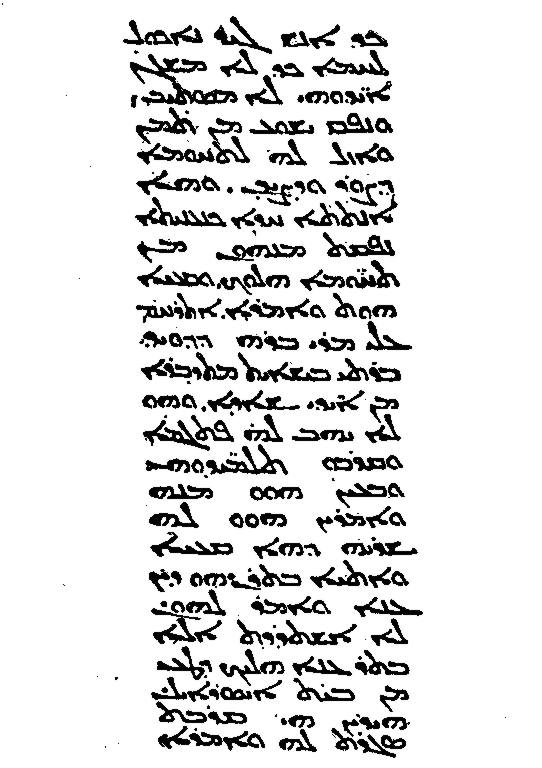
Evangelios curetonianos, Mat 15-20-25

Los Evangelios curetonianos, designados por las siglas syrcur, están agrupados en un manuscrito de los cuatro Evangelios del Nuevo Testamento en siríaco, una traducción de los originales al arameo, según William Cureton difieren considerablemente de los textos griegos canónicos, con los cuales habían sido comparados y corregidos"; Henry Harmon concluyó, sin embargo, que sus originales habían sido los griegos desde el principio. El orden de los Evangelios es Mateo, Marcos, Juan y Lucas. El texto es uno de los únicos dos manuscritos siríacos 
de los diferentes evangelios que posiblemente anteceden a la versión siríaco estándar, la Peshitta; el otro es el Palimpsesto Sinaítico. Un cuarto texto siríaco es el armonizado Diatessaron. Los Evangelios curetonianos y el Palimpsesto sinaítico parecen haber sido traducidos de los originales griegos independientes.

## Texto
El texto siríaco del códice es una representación del texto occidental. En las variantes significantes de las lecturas se incluyen:
- En Mateo 4:23 la variante "en toda Galilea" junto con el Códice Vaticano Griego 1209, el Codex Bobiensis, ℓ 20 y las copsa. Mateo 12:47 es omitido.[3]
- En Mateo 16:12 la variante levadura del pan de los fariseos y los saduceos coincide únicamente con el Códice Sinaítico y el Codex Corbeiensis I.
- En Lucas 23:43 la variante Te aseguro hoy, que estarás conmigo en el paraíso coincide por el punto sin espacios con el Códice Vaticano y con la falta de puntuación en los MSS griegos más antiguos.[4]

## Historia
El manuscrito adquiere su curioso nombre por ser editado y publicado por William Cureton en 1858. El manuscrito estuvo entre una masa de manuscritos traídos en 1842 de un monasterio siríaco en el Wadi Natroun, Bajo Egipto, como el resultado de una serie de negociaciones que había estado en marcha desde hace algún tiempo; se guarda en la Biblioteca Británica. Cureton reconoció que el texto siríaco antiguo de los evangelios fue significantemente diferente de todos los conocidos en ese momento. El fechó los fragmentos del manuscrito al siglo V; el texto, que podría ser tan antiguo como del siglo II, está escrito en la forma más antigua y clásica del alfabeto siríaco, llamada Esṭrangelā, sin puntos vocales.
En 1872 William Wright,de la Universidad de Cambridge, privadamente imprimió cerca de un centenar de copias de fragmentos adicionales, Fragmentos de los Evangelios curetonianos, (Londres, 1872) sin traducción o aparato crítico. Los fragmentos, enlazados como guardas en un códice siríaco en Berlín, una vez formaron parte de los manuscritos curetonianos, y completaron algunos de sus lagunas.
La publicación de los Evangelios curetonianos y el Palimpsesto sinaítico permitió a los eruditos por primera vez examinar como cambió el texto en siríaco entre el primer período (representado por el texto del Sinaí y los manuscritos curetonianos) y el siguiente período. Las versiones siríacas del Nuevo Testamento siguen siendo menos estudiasas que las griegas.
El texto estándar es el de Francis Crawford Burkitt, 1904; fue utilizado en la edición comparativa de los evangelios siríacos que fueron editados por George Anton Kiraz, en 1996.